# Yang Yansheng
Yang Yansheng, född 5 januari 1988, är en friidrottare från Kina. Han deltog vid olympiska sommarspelen 2012.